# Wołodymyr Kosyk
Wołodymyr Kosyk (ukr. Володимир Косик; ur. 26 listopada 1924 w Wacowicach k. Drohobycza, zm. 12 czerwca 2017 w Paryżu) – ukraiński historyk. Zajmował się problematyką sowieckich obozów koncentracyjnych oraz dziejami Ukrainy w okresie II wojny światowej.

## Życiorys
Urodzony w rodzinie chłopskiej. W Drohobyczu ukończył szkołę średnią. Pod koniec wojny został wywieziony do wschodniej części III Rzeszy. W 1946 roku z radzieckiej strefy okupacyjnej przedostał się do zachodnich Niemiec. Studiował w Monachium i Sorbonie, gdzie się doktoryzował. Należał do Stowarzyszenia Ukraińskiej Młodzieży i do OUN-B. Wykładał na Wolnym Uniwersytecie Ukraińskim w Monachium, a później także na Sorbonie (z czasem na uniwersytecie Paryż-3), gdzie był wykładowcą historii Ukrainy. Po uzyskaniu niepodległości przez Ukrainę w 1991 roku pracował na uniwersytetach w Kijowie, Iwano-Frankiwsku, Tarnopolu, Lwowie i Drohobyczu. Jest honorowym dyrektorem Centrum Badań Ruchu Wyzwoleńczego we Lwowie. W 1957 roku przewodniczył misji Antybolszewickiego Bloku Narodów na Tajwanie.
Przez niektórych badaczy krytykowany za bezkrytyczny stosunek do OUN i UPA. Per A. Rudling krytykuje W. Kosyka za, jego zdaniem, bezpodstawne utrzymywanie, że przywódca SA Viktor Lutze został zabity przez UPA. Sprawa ta budzi do dzisiaj kontrowersje. Rudling zarzuca także Kosykowi pomijanie tematu zbrodni UPA na Polakach oraz proniemieckiej deklaracji z aktu 30 czerwca. Podobny zarzut stawiają K.Berkhoff i M.Carynnyk, wskazując także na inne przeoczenie Kosyka. Marek Jasiak oraz Krzysztof Łada odrzucają tezę Kosyka, jakoby przyczyną „konfliktu polsko-ukraińskiego” było „niszczenie Ukraińców” przez polskie podziemie, początkowo w regionach Hrubieszowa, Włodawy i Chełma w latach 1942–1943, a następnie od sierpnia-września 1943 r. na terenie Wołynia i Galicji.

## Publikacje
- Симон Петлюра: збірник студійно-наукової конференції в Парижі (травень 1976 року): статті, замітки, матеріали (praca pod red. W Kosyka), Paryż-Monachium, 1980;
- La politique de la France à l’égard de l’Ukraine, Publications de la Sorbonne, Paryż, 1981;
- Entwicklungsphasen des Konzentrationslagersystems in der UdSSR (tłum. Lidia Kaszurowskyj Kriukow) – Monachium, 1981;
- Das Dritte Reich und die ukrainische Frage: Dokumente 1934 – 1944, Monachium, 1985;
- L’ Allemagne national-socialiste et l’Ukraine, Paryż, 1986;
- Україна й Німеччина в Другій світовій війні (tłum. Roman Osadczuk), Lwów, 1993;
- Німецька шкільна політика в Райхскомісаріяті Україна (1941-1944), 1994.
- Симон Петлюра (tłum. J. Krawiec), Lwów, 2000;
- Україна в Другій Світовій війні у документах. Збірник німецьких архівних матеріалів (1944-1945), Lwów, 2000
- Українці у Франції, Lwów, 2008.

## Odznaczenia
- Order Sztuki i Literatury (Kawaler – 1998, Oficer – 2005)
- Złoty Medal Wolnego Ukraińskiego Uniwersytetu (2000)
- Order „Za zasługi” III stopnia (2005)